# اگوادا، کلمبیا
اگوادا، کلمبیا (به اسپانیایی: Aguada, Colombia) یک سکونتگاه مسکونی در کلمبیا است که در بخش سانتاندر واقع شده‌است.